# Nelson Tapia
Nelson Antonio Tapia Ríos (født 22. september 1966 i Molina, Chile) er en tidligere chilensk fodboldspiller (målmand).
Tapia tilbragte størstedelen af sin karriere i hjemlandet, hvor han blandt andet var tilknyttet Universidad Católica, Unión Española og Cobreloa. Med både Universidad og Cobreloa var han med til at vinde det chilenske mesterskab.
Udover de hjemlige klubber var Tapia også udlandsprofessionel i både Brasilien, Argentina og Colombia.
Tapia spillede desuden 73 kampe for det chilenske landshold. Hans debutkamp for holdet, en venskabskamp mod Frankrig, blev spillet 22. marts 1994, mens hans sidste kamp i landsholdstrøjen var en VM-kvalifikationskamp 4. september 2005 på udebane mod Brasilien.
Han repræsenterede sit land ved VM i 1998 i Frankrig. Her spillede han alle sit holds fire kampe i turneringen, hvor holdet blev slået ud i 1/8-finalen.